# Salvatore Luigi Zola

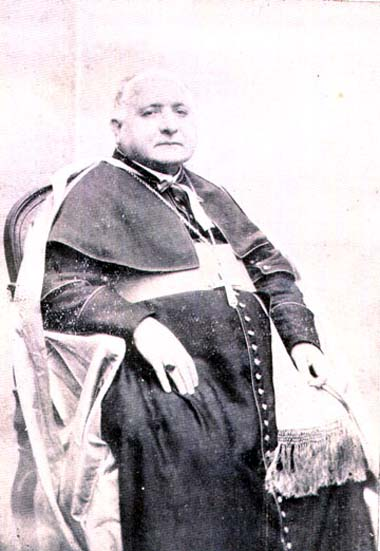
Salvatore Luigi Zola als Bischof von Lecce

Salvatore Luigi Zola CRL (* 12. April 1822 in Pozzuoli; † 27. April 1898 in Cavallino) war ein italienischer römisch-katholischer Geistlicher und Bischof von Lecce.

## Leben
Er war das zweite Kind des Grafen Francesco Zola und dessen Ehefrau Giuseppina di Fraja. Am 1. Jan 1845 trat Salvatore Luigi Zola den Augustiner-Chorherren vom Lateran bei und empfing am 9. Februar 1845 das Sakrament der Priesterweihe.
Papst Gregor XVI. ernannte ihn am 21. März 1873 zum Bischof von Ugento. Die Bischofsweihe spendete ihm am 30. März desselben Jahres in der römischen Kirche San Pietro in Vincoli Kardinal Lorenzo Barili, Präfekt der Kongregation für den Ablass und die Reliquien; Mitkonsekratoren waren die Kurienerzbischöfe Pietro Giannelli, Sekretär der Konzilskongregation, und Edward Henry Howard. Am 22. Juni 1877 wurde Salvatore Luigi Zola auf den Bischofssitz von Lecce transferiert.
Er starb im Ruf der Heiligkeit und wurde im Dom von Lecce beigesetzt. Ein Heiligsprechungsprozess wurde am 26. April 1941 eingeleitet, 1945 abgeschlossen und im Dezember 1985 ausgesetzt.